# Stanislav Zámečník
Stanislav Zámečník (Nivnice, 12 novembre 1922 – Praga, 22 giugno 2011) è stato uno scrittore e storico ceco, superstite dell'Olocausto.
Zámečník è divenuto noto in particolare per il suo volume Das war Dachau, che descrive le condizioni di vita presenti nel campo di concentramento di Dachau dal 1941 al 1945.

## Biografia
Stanislav Zámečník nacque il 12 novembre 1922 a Nivnice nell'allora Cecoslovacchia. Suo padre e sua madre lavoravano in un istituto scolastico. Dopo la scuola divenne apprendista pasticciere e il 16 marzo 1939, quando aveva 17 anni, le truppe naziste occuparono la Moravia. Zámečník entrò nel gruppo di resistenza, fu arrestato dalla Wehrmacht alla fine del 1939 e imprigionato in diverse carceri. Dopo una sua fuga fu catturato e deportato dalla Gestapo nel campo di concentramento di Dachau dove arrivò il 22 febbraio 1941 (Il suo numero di registrazione fu 23947). Venne assegnato al reparto che seguiva l'orto delle piante medicinali e nell'autunno del 1944 divenne infermiere e riuscì, con l'aiuto del caposala Heinrich Stöhr, a non farsi deportare ad Auschwitz. Con Heinrich Stöhr e il chirurgo ceco František Bláha aiutò gli internati ai quali somministrava di nascosto farmaci per curarli, e rischiando la vita nascose i compagni di prigionia minacciati di selezione e condannati a morte dai medici delle SS.
Stanislav Zámečník lottò contro il terrore nazista nel campo di Dachau e grazie a lui molti deportati sopravvissero: tra questi il polacco Kazimierz Jan Majdański, futuro arcivescovo di Stettino e l'olandese Carel Steensma, membro della resistenza. Dopo la liberazione da Dachau tornò in Cecoslovacchia e si iscrisse all'Università Carolina di Praga per studiare storia. Si sposò nel 1950 con Alena Bernátová ed ebbe tre figli. Lavorò presso l'Istituto di storia militare e nel 1960 iniziarono le sue ricerche sulla resistenza ceca durante la seconda guerra mondiale e iniziò a pubblicare i suoi lavori, legati soprattutto alla storia del campo di concentramento di Dachau.
Dopo la Primavera di Praga e l'arrivo delle truppe sovietiche venne estromesso dall'Istituto di Storia Militare e dovette interrompere le sue ricerche. Dall'agosto 1968 dovette lavorare come operaio ai lavori stradali e anche la famiglia venne duramente emarginata. Con la fine dell'Unione Sovietica poté riprendere la sua ricerca anche se in realtà, pur se clandestinamente, la sua attività di storico era proseguita grazie all'aiuto di Barbara Distel, allora direttrice del memoriale del campo di Dachau, che riuscì a inviargli documenti a Praga. Per più di 45 anni Stanislav Zámečník e Barbara Distel sono stati legati da una profonda amicizia. A partire dal 1990 Stanislav Zámečník si è impegnato nel comitato consultivo scientifico per la riqualificazione del Memoriale di Dachau. Alla fine di aprile del 2011 non poté recarsi a Dachau per le celebrazioni perché ormai molto malato. Stanislav Zámečník è morto mercoledì 22 giugno 2011 a Praga all'età di 88 anni.

## Opere
- (DE) Stanislav Zámečník, Das war Dachau, a cura di Comité International de Dachau, Dachau, Comité International de Dachau, 2021, OCLC 1289783669.
- (FR) Stanislav Zámečník, C'était ça, Dachau: 1933-1945, traduzione di Sylvie Graffard, Bruxelles - Paris, Fondation internationale de Dachau - Cherche midi, 2013, OCLC 852235529.
- (CS) Stanislav Zámečník, Za hranicí lidskosti: lékařské experimenty a otrocká práce v nacistických koncentračních táborech, Praha, Paseka, 2010, OCLC 649803851.
- (DE) Stanislav Zámečník, Räume, Medien, Pädagogik: Kolloquium zur Neugestaltung der KZ-Gedenkstätte Dachau, München, Haus der Bayerischen Geschichte, 1999, OCLC 50255029.
- (CS) Stanislav Zámečník, Český odboj a národní povstání v květnu 1945, Praha, Naše vojsko, 2006, OCLC 71034887.

## Onorificenze
- 2011 Premio Dachau per il Coraggio civile, assegnato postumo.[5]